# William James
Pour les articles homonymes, voir William James (homonymie).
William James (né le 11 janvier 1842 à New York, mort le 26 août 1910 à Chocorua dans le New Hampshire) est un psychologue et philosophe américain, fils d'Henry James Sr., théologien disciple de  Swedenborg, filleul de Ralph Waldo Emerson, frère aîné du romancier Henry James ainsi que d'Alice James. Il est l'un des fondateurs du pragmatisme. Il est parfois considéré comme une influence de la philosophie analytique, mais sa réception francophone témoigne également de son impact profond sur la philosophie continentale existentialiste et processuelle (voir notamment les travaux de Jean Wahl et, plus proche de nous, de Vinciane Despret, David Lapoujade et Isabelle Stengers, entre autres).
William James est souvent présenté comme le fondateur de la psychologie en Amérique. Son premier grand livre, publié en 1890, est intitulé The Principles of Psychology (Les principes de psychologie). Ce livre présente une psychologie basée sur l'évolutionnisme et axée sur la réflexion philosophique.
La théorie de la signification constitue le cœur du pragmatisme de James. Pour lui, il est inutile et vain de tenter de se focaliser sur les définitions[De quoi ?] abstraites. Pour comprendre un énoncé, il faut pour lui en étudier les conséquences, les soumettre à l'expérience, pour tester leur vérité, prise au sens d'adéquation à la réalité. James accorde une place importante à la croyance, c'est-à-dire à des hypothèses qu'on cherche à tester pour vérifier leur vérité. Pour lui, les croyances ont un effet d'entraînement. En conséquence, ce qui intéresse James dans la religion n'est pas la doctrine en elle-même mais les conséquences pratiques de la croyance en cette doctrine[réf. nécessaire].
Un autre point important chez James est la notion de « tempérament ». Pour lui, les « tempéraments » doux vont vers l'idéalisme tandis que les « tempéraments » forts sont plus matérialistes, plus tournés vers la nouveauté et le risque. Si James reproche aux matérialistes leur manque de spiritualité et si, pour lui, un pragmatiste est plutôt doté d'un « tempérament » médian, il n'en demeure pas moins que, pour lui, la nouveauté et l'imagination sont importantes. Sa théorie de l'histoire n'est pas celle de lois éternelles de la nature mais qu'elle est faite par les hommes, et notamment par les grands hommes. De même, ce qui est important dans la liberté, pour lui, c'est la possibilité de faire du nouveau, du non nécessaire.
Dans sa conception chrétienne et contingente de l'artisanat, l'homme coopère avec Dieu et ses égaux pour créer un monde en évolution permanente, progressant ainsi conjointement et par tâtonnement vers davantage de richesses et de beauté.

## Biographie

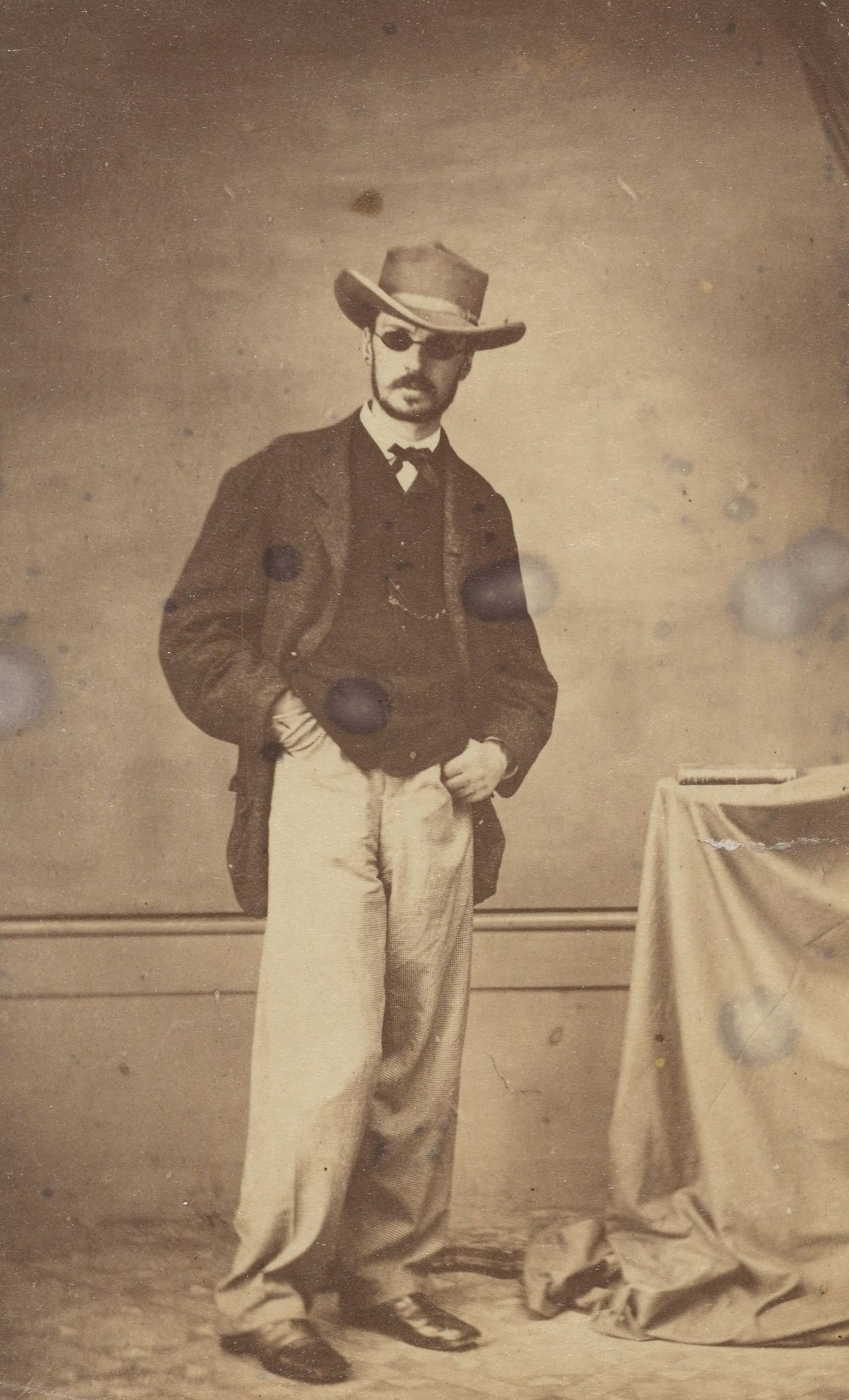
William James au Brésil en 1865.

William James naît à New York en 1842. Premier enfant d'Henry James et de Mary Walsh, son frère Henry naît en 1843 et sa sœur Alice James (en)  en 1848. Il reçoit une éducation transatlantique, c'est-à-dire qu'il étudie et demeure tant du côté américain qu'européen de l'atlantique. Cela l'amène à maitriser outre l'anglais, le français et l'allemand. De 1855 à 1858 la famille réside en Europe et William poursuit sa scolarité à Genève, Paris et Boulogne-sur-Mer. En 1858, la famille s'installe à Newport où James étudie la peinture. En 1859-1860, elle réside à Genève tandis que William commence des études scientifiques. En 1861, il entre à la Lawrence Scientific School d'Harvard puis, en 1864, il commence des études de médecine. Pourtant, dès 1865, il participe à une expédition en Amazonie avec son professeur Louis Agassiz. Il doit retourner en 1866 à Harvard car il souffre des yeux et du dos. Très jeune il avait commencé à souffrir de maux aux yeux, à l'estomac, au dos et à la peau, à être sujet à des problèmes psychologiques et à des périodes de dépression.
En 1867-1868, il voyage en Europe et étudie la psychologie à Berlin. En 1869, l'obtention de son diplôme de médecine ne l'empêche pas de connaitre dès l'automne une sévère dépression. Au printemps de 1870, il prend connaissance de la façon dont le néo-kantien français Charles Renouvier traite de la liberté humaine. Cela lui permet de découvrir la solution à son questionnement concernant les actes volontaires et libres.
En 1872, il accepte une offre du président de Harvard, Eliot, d'enseigner la physiologie aux étudiants de première année. La même année, il forme, avec d'autres personnalités éminentes de Harvard, telles qu'Oliver Wendell Holmes et Charles Sanders Peirce, le Club métaphysique. En 1874-1875, il commence à donner des cours de psychologie scientifique à Harvard grâce à sa connaissance des travaux de grandes figures de la psychologie comme Hermann Helmholtz en Allemagne et Pierre Janet en France. La même année, il fonde le premier laboratoire américain de psychologie.

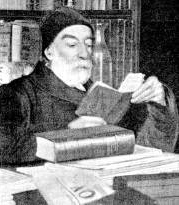
Charles Renouvier, un philosophe ayant influencé William James.

En 1878, il se marie, ce qui sera mal perçu par sa sœur Alice. En 1880, il est nommé professeur assistant de philosophie à Harvard tout en continuant d'enseigner la psychologie. En 1882, il voyage en Europe où il rencontre Ernst Mach, Wilhelm Wundt, Jean Charcot et Leslie Stephen. En 1882, il devient membre de la Société théosophique. En 1884, il publie On Some Omissions of Introspective Psychology dans la revue Mind. De 1885 à 1892, il enseigne à Harvard la logique, l'éthique, la philosophie empirique anglaise et la psychologie.
En 1884, il compte parmi les fondateurs de la branche américaine de la Society for Psychical Research. En 1885, l'année suivant la mort de son jeune fils, sa belle-mère lui conseille de consulter la célèbre médium Leonora Piper. Après avoir lu soixante-dix rapports concernant l'activité de médium de Piper, il émet l'hypothèse qu'elle a recours à la télépathie et/ou à des informations obtenues par des moyens naturels.
En 1890, après douze ans d'efforts, il publie The principles of Psychology. Il publie en 1897 The Will to Believe and Other Essays in Popular Philosophy. En 1898, dans une conférence intitulée Philosophical Conceptions and Practical Results, il commence à se proclamer pragmatiste. La même année, il connaît ses premiers problèmes cardiaques. En 1899, il devient membre de la ligue anti-impérialiste, laquelle s'oppose à la politique américaine aux Philippines et à Cuba dans le cadre de la Guerre hispano-américaine. Le héros de la cause impérialiste est son ancien étudiant, le futur président américain, Théodore Roosevelt.
En 1901-1902, il participe aux Gifford lectures à Edimbourg. Sa conférence The Varieties of Religious Experience est publiée en 1902. En 1904 et 1905, il publie dans le Journal of Philosophy, Psychology and Scientific Methods quatre articles qui seront republiés en 1912 sous le titre Essays in Radical Empirism. En 1907, il renonce à son professorat à Harvard et écrit Pragmatism: A New Name for Some Old Ways of Thinking. En 1909, il publie A Pluralistic Universe. Il meurt d'une crise cardiaque dans sa maison de campagne de Chocorua dans le New Hampshire en 1910.

## Les grands traits du pragmatisme de James

### Pragmatisme, pluralisme et empirisme radical
Pour bien comprendre l'œuvre de James, il est important de définir trois notions clés : le pragmatisme philosophique, la notion de pluralisme et d'empirisme radical
- Le pragmatisme philosophique est défini par Owen Flanagan comme une « méthode pour réaliser le plus important  à savoir trouver une façon de croire, de penser et d'être qui rendra la vie de plus en plus riche de sens, ce qui fera que la vie vaudra aussi pleinement que possible la peine d'être vécue »[11]
- Pour James, la notion de pluralisme implique l'existence de plusieurs façons de voir les choses liées aux fins diverses que poursuivent les êtres humains[12];
- Un empiriste radical est celui qui fait l'hypothèse que le pluralisme constitue l'état permanent du monde[12].

### Théorie de la signification

Les parties de la pipe : (1) tête ou bol, (2) foyer ou fourneau, (3) trou de tirage, (4) tige, (5) mortaise, (6) floc ou tenon, (7) tuyau, (8) bec, (9) lèvre et (10) lentille ou bouton.

Selon Paul Henle, la théorie de la signification (meaning) est au cœur de la philosophie de James. Ce dernier, comme Peirce, pense que la meilleure façon de comprendre une idée consiste à en analyser les conséquences pratiques. Par exemple, si notre pipe est éteinte, on peut en déduire que si nous mettons notre doigt dans son fourneau nous ne serons pas brûlé, de même si nous tirons sur notre pipe nous n'aspirerons pas de fumée. Cette approche évite les discussions purement rhétoriques dans lesquelles sombre la philosophie qui veut définir des termes de façon purement abstraite. Par exemple, il est plus facile de discuter sur les caractéristiques ou l'utilité d'une table que sur l'essence d'une table.

Pour James, comprendre la signification d'une chose c'est étudier ses conséquences pratiques. Certaines conséquences peuvent être soumises à des tests scientifiques, d'autres non, car elles relèvent de la croyance pure. Mais la croyance pure peut avoir des conséquences qui peuvent être testées. Par exemple, si pour James on ne peut pas prouver l'existence de Dieu, du moins est-il possible d'étudier les effets de la croyance. Paul Henle note : 

« Pour résumer la théorie de la signification de James : un énoncé a une signification si ou (a) il a des conséquences expérimentables, ou, (b) s'il n'a pas de telles conséquences mais que la croyance en l'énoncé a des conséquences expérimentables. »

### Raison et rationalisme

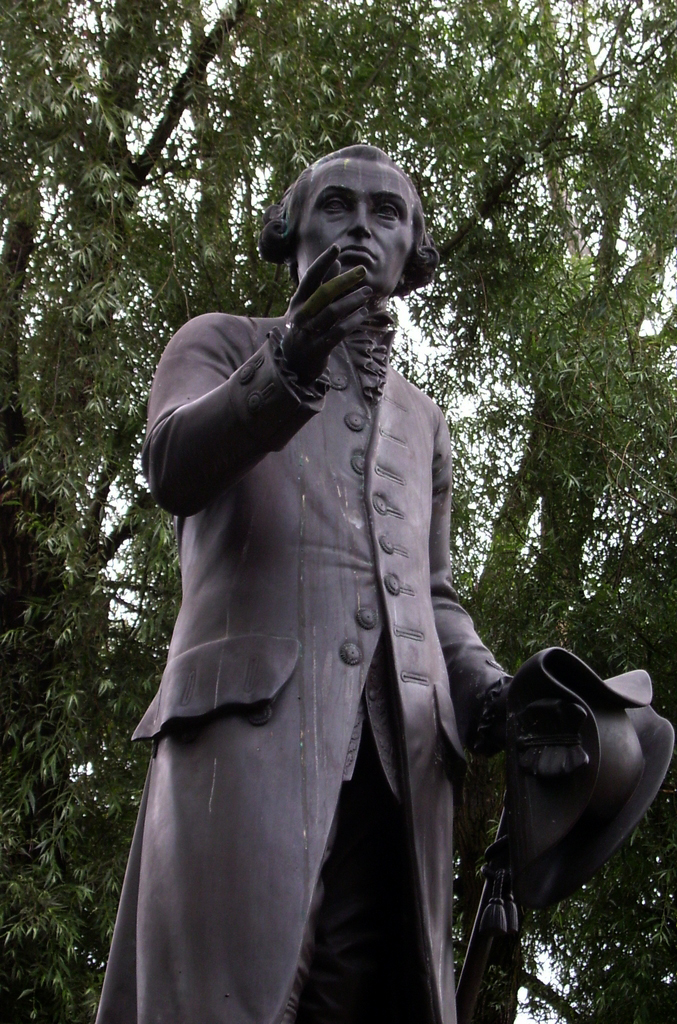
La statue de Kant à Kaliningrad.

William James récuse le rationalisme et son idée de vérités existentielles a priori. Sur ce point il s'attaque tant à l'idéalisme de Kant qu'il voit comme le précurseur de l'idéalisme allemand qu'à celui d'Hegel. James n'aime pas ce qu'il nomme l'intellectualisme, à savoir la déduction à partir d'hypothèses. Sa méthode philosophique est ancrée dans l'étude des faits et ouverte aux valeurs morales et religieuses. Pour lui, la philosophie doit aider à comprendre les idées et les choses à partir de leurs conséquences pratiques.
Pour mener les enquêtes scientifiques nécessaires à sa théorie de la signification, James formule deux grands postulats nécessaires à la raison : 
1) tout événement a une cause et 
2) le monde est rationnellement intelligible.

### Théorie de la vérité et croyance

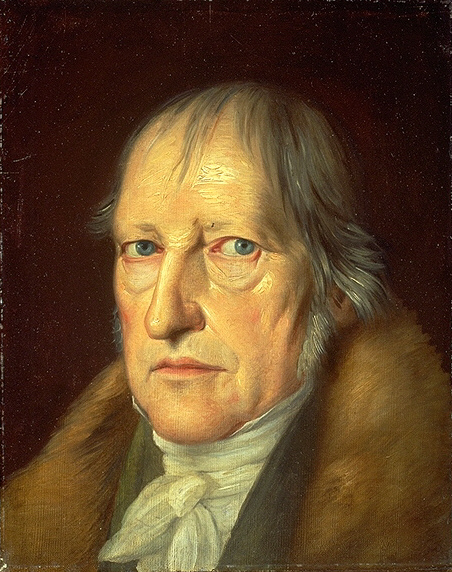
James développe une philosophie qui s'oppose à celle de Hegel.

Cherchant à expliquer de façon pragmatique pourquoi la philosophie occidentale et la science accordent une place si importante à la vérité, Henle soutient que James répond que cela vient du fait que si nous agissons selon un principe vrai, nous ne serons pas déçus dans nos attentes alors que nous le serons si ce principe est faux. En sciences, par exemple, une hypothèse est considérée comme vraie ou fausse en fonction de sa capacité à expliquer des données et à prédire de façon juste les conséquences qui découlent de cette hypothèse. Pour James, la vérité est supérieure à la croyance car elle est en accord avec la réalité. C'est une vision assez classique de la vérité. Là où James est novateur, c'est quand il soutient que la vérité ne réside pas dans l'atteinte d'une essence de la réalité mais, au contraire, qu'elle doit être expérimentée et validée. Chez lui, les vérités ne sont pas absolues comme chez les rationalistes, elles dépendent des faits et de notre expérience de l'environnement, toutes choses qui évoluent.
Pour James, avant de savoir si quelque chose est vrai, il faut poser des hypothèses, anticiper une expérience, il faut poser une croyance dont la capacité à dire le vrai doit être testée. Mais cela ne suffit pas, il faut aussi que l'hypothèse puisse s'intégrer sans trop de problèmes dans notre corpus de croyances. Par exemple, en sciences, une  nouvelle théorie  remet en question des éléments de l'ancienne, sans complètement remettre en question le pouvoir prédictif antérieur de cette dernière.
Selon Pomerleau, la philosophie entière de James « peut être vue comme étant fondamentalement dédiée à la production de croyances ». Toutes les enquêtes sur les faits et les choses conduisent à des croyances, des non-croyances ou des doutes. Il y a non-croyance quand quelque chose contredit ce que nous croyions réel, lorsque notre croyance n'est pas assez justifiée par ce que nous connaissons. Henle note à ce propos qu'« un corollaire de la théorie de James de la vérité est qu'elle est une affaire de degré. »

### Philosophie morale
Pour James, la liberté est un postulat qu'on ne peut pas démontrer. Ainsi, dans The Dilemma of determinism, va-t-il chercher à justifier de façon pragmatique l'importance de croire en la liberté. Il associe la liberté à l'indéterminisme, c'est-à-dire à la capacité de faire quelque chose que les lois de la nature ou la nécessité n'obligent pas à faire. Pour lui, dans un monde indéterminé comme l'est le monde pragmatique, l'homme a une capacité d'agir pour améliorer ou non son sort qui le rend plus riche spirituellement, plus responsable de ses actions et plus sensible à ce qui est bien ou mal.
Dans son essai intitulé The Moral Philosopher and the Moral Life, James insiste sur le fait qu'il n'existe pas d'éthique dogmatique éternelle. Il écrit : « le but principal de ce papier est de montrer qu'il n'existe pas une chose telle qu'une philosophie éthique dogmatique élaborée par avance. Nous aidons tous à déterminer le contenu de la philosophie éthique aussi longtemps que nous contribuons à la vie morale de la race humaine. En d'autres termes, il ne peut pas y avoir de vérités finales en éthique pas plus qu'en physique jusqu'à ce que le dernier homme ait fait son expérience et l'ait rapportée. »
Concernant la morale, James selon Pomerleau se pose trois questions : 
1) d'où viennent nos valeurs morales ? 2) quelles sont les significations de nos concepts moraux de base et 
3) comment gérer les conflits de valeur ?
Concernant le premier point, pour James, les hommes ont un sens moral intuitif qu'ils doivent développer à mesure que leur environnement social évolue.
Concernant le second point, les concepts de bon et de mauvais, comme ceux de vrai et de faux, dépendent de la personne et de son environnement.
Concernant le dernier point, en cas de conflit de valeur on prend celle qui satisfait le plus de demandes, c'est-à-dire celle qui satisfait le plus les besoins des humains. James a parfaitement conscience que cette réponse est vague. Pour lui, être précis nécessite l'étude d'un cas particulier, et de répondre à des questions qui sortent du champ de la philosophie, par exemple : quelles seront les conséquences dans ce cas précis ? comment les gens réagiront-ils ?, etc.?
Reste une question fondamentale : quel est l'objectif final de la vie humaine ? Pour James, c'est la recherche du bonheur. Mais qu'est-ce que le bonheur ? Selon Pomerleau, pour James, « notre bonheur semble requérir que nous ayons des idéaux, que nous nous efforcions de les atteindre et que nous pensions que nous faisons quelques progrès dans leur direction. »

### Le bien et le mal dans la cosmologie de James

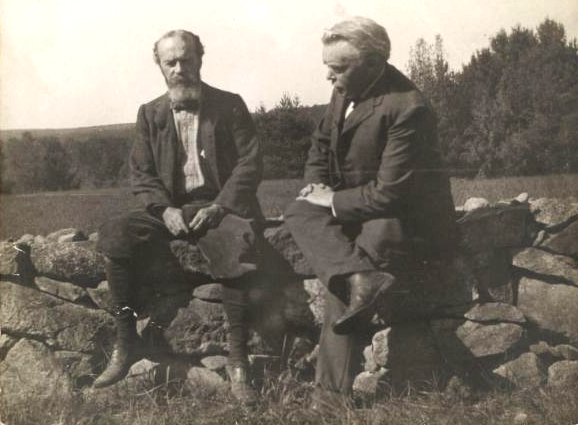
William James et Josiah Royce, en septembre 1903.

Dans A Pluralistic Universe, James  dessine  une cosmologie pragmatique entière. Pour ce faire, il adopte l'idée de Fechner d'une conscience composée, c'est-à-dire, d'« une âme du monde embrassant en une conscience inclusive la pensée de tous les êtres humains.... ». Selon Henle, il y a ici chez James, l'idée sous-jacente d'un Dieu pas complètement séparé du monde, d'un Dieu qui pourrait à la fois avoir quelque chose de commun avec le monde tout en restant  lui-même, c'est-à-dire, doté d'une conscience propre et unique.
James ne veut toutefois pas considérer la conscience composée comme un absolu au sens que lui donne son collègue d'Harvard Josiah Royce. En effet, s'il faisait ainsi, il retomberait dans la question traditionnelle : comment le mal peut-il exister dans un monde bon édifié par un Dieu bon ? Or, pour James, Dieu n'est pas responsable du mal « mais, comme nous, est concerné par le dénouement du conflit entre le bien et le mal ». Cela implique que, dotés de libre choix, les êtres humains doivent s'engager totalement vers le bien car l'issue a des conséquences cosmiques, c'est-à-dire entraîne le monde vers le bien ou le mal.

### Philosophie politique
La philosophie de James est profondément individualiste et, selon Pomerleau, « ne permet pas une théorie robuste de la communauté ». James insiste dans Great men and Their environment et dans The Importance of Individuals sur le rôle des grands hommes dans l'évolution des sociétés.
La question de la guerre a beaucoup interrogé James. Si pour lui, la nature humaine recèle un fonds qui pousse à l'affrontement, il convient néanmoins d'éviter les guerres. Il développe ce thème dans son article The Moral Equivalent of War, publié le mois de sa mort. Dans cet ouvrage, il avance l'idée selon laquelle il convient de limiter nos tendances guerrières sans forcément supprimer toutes les vertus martiales : le patriotisme, la loyauté, la solidarité sociale et la vigueur nationale. À cette fin, il propose l'instauration d'un service civil et la mobilisation des jeunes dans des tâches d'intérêt général, construction de routes et autres.
Dans What Makes a Life significant, il plaide en faveur de la tolérance et soutient l'idée que nous devons aller vers un principe de non-interférence avec les personnes qui ne nous menacent pas avec violence. Selon lui, le progrès démocratique exige une distribution équitable des richesses, la liberté individuelle, le respect mutuel et la tolérance de façon que les êtres humains progressent vers ce qu'il appelle « la république intellectuelle ».

## La métaphysique de James

### Les quatre questions métaphysiques abordées par James
Pour Pomerleau, « une part de ce qui fait de James un grand philosophe de la grande tradition philosophique vient du fait qu'à la différence de très nombreux philosophe occidentaux post-hegeliens, il plaide en faveur de l'importance clé de la métaphysique ». Au chapitre 3 du livre Le Pragmatisme (1907), James aborde quatre problèmes standards de la métaphysique : 
1) celui de la substance physique et de la substance spirituelle, 
2) le problème des explications théistes ou matérialistes du monde, 
3) la question de savoir si le monde naturel est l'expression d'un dessein intelligent et 
4) la question de la liberté face au déterminisme .

### Monisme et pluralisme
Selon Pomerleau, l'ouvrage de James Some Problems of Philosophy est un texte sur la métaphysique dans lequel James cherche les principes ultimes de la réalité à la fois dans et au-delà de l'expérience humaine. James est pluraliste, c'est-à-dire que, pour lui, le futur est ouvert et peut être amélioré si les hommes font librement les bons choix. Au contraire, le monisme, auquel il s'oppose, voit, dans ses versions extrêmes, l'univers comme déterminé par des lois inexorables. James, au contraire, plaide pour la possibilité du nouveau, de l'inédit, du différent dans le monde. Le pluralisme jamesien est marqué par la croyance en un monde meilleur que nous pouvons atteindre par la coopération avec les hommes dans le monde entier. D'une façon générale, pour James, le monisme tend à pousser les êtres humains vers le quiétisme alors que, dans le pluralisme, l'homme se prend en main, est actif.
Dans son Essays in Radical Empiricism, James prend ses distances avec le dualisme philosophique dans lequel le corps et l'esprit sont deux entités séparées. Au contraire, il pense que nous ne pouvons pas penser indépendamment de notre corps et, pour lui, c'est une illusion de penser la conscience comme une substance. Le problème est que James, contrairement aux matérialistes purs, croit également à la vie spirituelle. Cela l'amène, selon Pomerleau, à un monisme neutre, ni matérialiste, ni idéaliste, dans lequel il considère que la pensée et les choses sont faites d'une même matière qu'il omet de définir.

### Les trois dimensions de la réalité
Dans le chapitre 7 de son livre intitulé Le Pragmatisme, James distingue trois dimensions de la réalité :
1. La réalité comme objet d'expérience factuelle.
2. La réalité comme ensemble de nos sensations et de nos idées ainsi que des relations entre nos idées.
3. Le réseau des réalités auquel nous sommes assujettis à un moment donné.

### Les domaines de la réalité

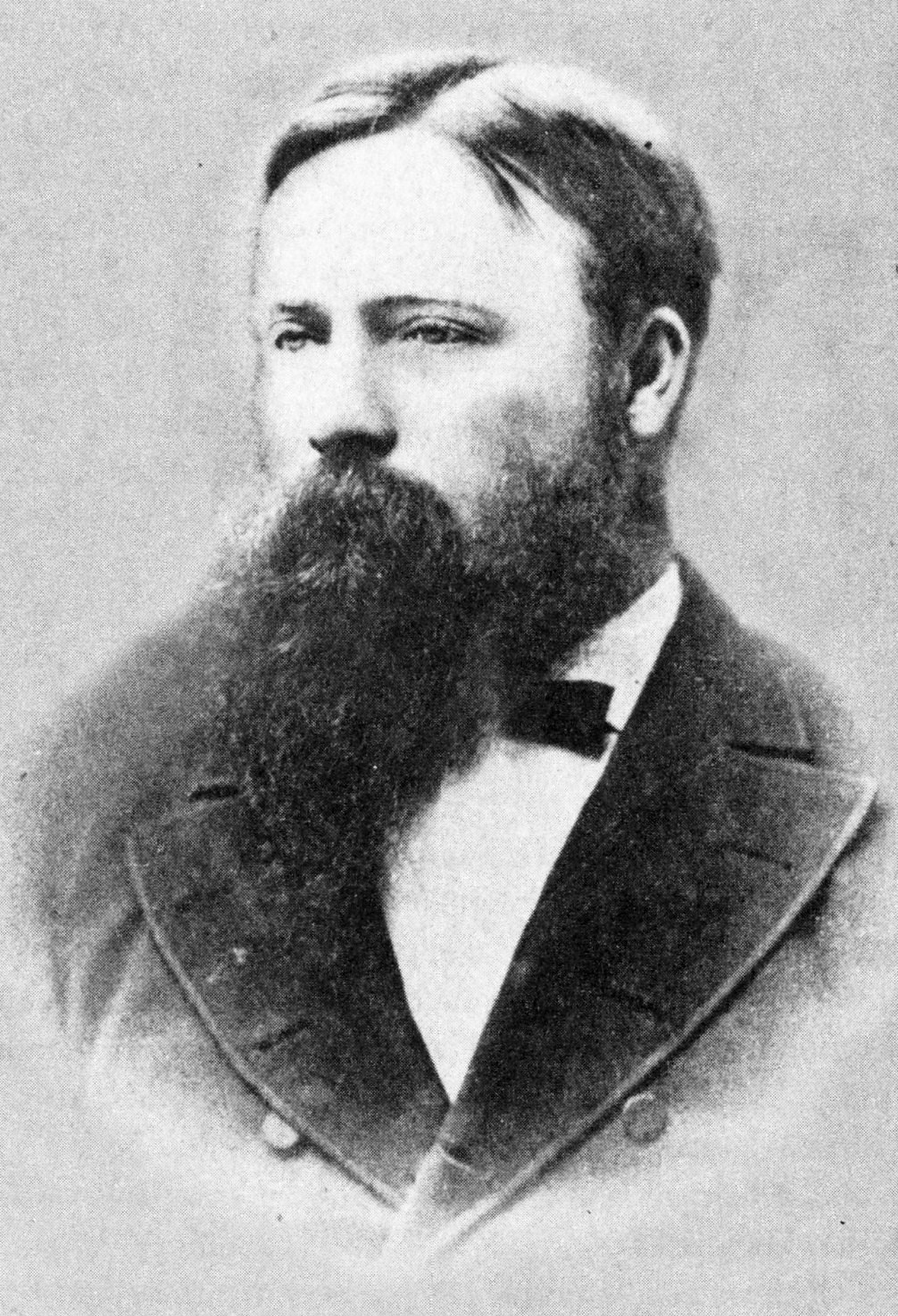
Chauncey Wright, mathématicien et philosophe américain, membre du Club métaphysique, qui a influencé le pragmatisme de William James et de Charles Sanders Peirce.

Selon James, l'homme peut faire l'expérience de sept domaines de réalité, :
1. celui des objets physiques,
2. celui de la science, accessible seulement aux personnes instruites. Ce domaine est celui des forces physiques et des lois de la nature,
3. celui de la philosophie et des mathématiques, qui forment le monde des vérités abstraites et des relations idéales,
4. celui des illusions et des préjugés,
5. celui des fictions et des mythologies,
6. celui de ses idées subjectives propres,
7. celui de la folie qui déconnecte de la réalité.

## La philosophie de la religion

### La volonté de croire
Selon Pomerleau, le livre « Will to believe (volonté de croire) est conçu comme une défense de la foi religieuse en l'absence d'une argumentation logique concluante ou d'une évidence scientifique ». James sait que, dans une période qui se veut scientifique, il y a quelque chose d'étrange à soutenir que nous puissions croire en l'absence d'une justification objective ou scientifique. Pourtant, il soutient que c'est ce que nous faisons en toutes circonstances, notamment dans les domaines moraux et politiques. Selon Henle, James soutient que « c'est la croyance qui donne des couleurs à la vie et qui fait la différence ». Pour James, dans la religion, ce n'est pas l'énoncé qui a des conséquences qu'on peut soumettre à expérience, mais la croyance dans l'énoncé.

### Les phénomènes religieux
James n'accorde pas foi aux preuves de l'existence de Dieu et n'en tient pas compte. Ce qui l'intéresse, ce sont les phénomènes de la vie religieuses tels que la prière, la conversion, ou les expériences mystiques. Selon lui, la prière est, pour le croyant, une source d'énergie . Ses travaux de psychologie et ceux de ses contemporains l'ont assuré de l'existence d'un inconscient plus vaste que notre conscience mais de même caractère. Pour lui, c'est l'inconscient qui donne son énergie à la conscience sans qu'il soit certain qu'il en soit la source originelle. D'une façon générale il pense que la prière et d'autres formes d'expériences religieuses impliquent une communication avec une énergie plus grand que celle de nos esprits. Pour James, le sentiment religieux donne une impression de sécurité, d'amour et de paix. À cet égard James est parfois considéré comme un théoricien de la mystique.

### Les vues religieuses de James
James, dans certains de ses écrits, donne des indications sur sa croyance. Tout d'abord, il croit qu'il existe un royaume non visible qui produit des effets dans le monde. Dans l'article Varieties of Religious Experience, il se décrit comme un supernaturaliste, comme une sorte d'idéaliste grossier incapable de souscrire au christianisme populaire. Dans The Dilemma of Determinism, il assimile Dieu à un grand maître des échecs jouant avec des novices. Dieu interagit avec les hommes sans connaître exactement ce que sera demain, ce qui est cohérent avec la théorie de James concernant la liberté. Dans Reflex Action and Theism, James propose une croyance théiste dans un Dieu personnel qui possède un plus grand pouvoir sans être tout puissant et un esprit plus profond sans être omniscient. Dans Is Life Worth Living, d'après Pomerleau, « James suggère même que Dieu peut tirer sa force et son énergie de notre collaboration. »

## Les grands traits de la philosophie psychologique de James

### Courant de conscience et théorie du moi
Pour James, « Le tout premier fait concret que chacun reconnaît comme appartenant à son expérience intime est le fait que sa conscience suit son cours… que sa pensée suit son cours[réf. incomplète]. » Selon lui la conscience présente quatre caractéristiques[réf. incomplète] : 
1. « Chaque « état[Quoi ?] » tend à faire partie d'une conscience personnelle. »
2. « À l'intérieur de chaque conscience personnelle, les états changent constamment. »
3. « Chaque conscience personnelle est sensiblement continue. »
4. « Elle s'intéresse à certaines parties de son objet à l'exclusion des autres, en accueille certaines ou les rejette — choisit parmi elles — à chaque instant. »

Parmi les plus importants concepts du pragmatisme, il y a d'abord celui du « courant de conscience » ; c'est la plus fameuse métaphore de James. La conscience est vue comme un courant dans une rivière alors que jusqu'alors la pensée humaine était plutôt vue comme une chaîne. En conséquence, pour James, les êtres humains n'ont jamais exactement la même pensée ou la même idée.
Vient ensuite le « moi empirique » que James répartit entre un moi matériel, un moi social et un moi spirituel. Enfin, le « pur ego » ou « Je », en anglais I, qui correspond à l'âme de la métaphysique traditionnelle. Il ne peut pas être objet de science ni être considéré comme une substance.

### Sensation, imagination et croyance
Pour James, il existe un flux qui va de la sensation à la perception, de la perception à l'imagination et à la croyance. À travers la sensation, nous prenons conscience de certains faits, ce qui nous conduit à la connaissance ou à la perception de ces faits et à leur mise en relation avec d'autres faits. Si la sensation et la perception découlent d'une intuition immédiate, l'imagination est plus réflexive et nécessite une capacité à nous rappeler certaines choses, certaines perceptions passées. La croyance, pour James, correspond au sentiment que l'idée ou la proposition issue de notre imagination est conforme à la réalité.

### Instinct et émotion
| Concept   | Définition |
| --------- | --- |
| Instinct  | Pour James tout instinct est une impulsion. |
| Émotions  | Pour James, l'émotion est la conséquence d'une expression/réaction corporelle provoquée par une perception/stimulus, elle n'est pas la cause de l'expression/réaction corporelle. Autrement dit, une perception/stimulus provoque une expression/réaction corporelle qui, à son tour, induit une émotion. |
| Habitudes | Les habitudes sont constamment en formation et permettent d'atteindre certains objectifs vers lesquels nous poussent de forts sentiments. Pour James, les habitudes sont importantes et les lois de formation des habitudes ne peuvent être biaisées. Une fois qu'une habitude a été prise, il est difficile d'en changer, même si elle est mauvaise. |
| Volonté   | La volonté est abordée au dernier chapitre du livre Principes de psychologie. C'est le problème qui a le plus troublé James durant sa crise du début des années 1870. La question était de savoir si la libre volonté pouvait exister. Selon lui, « Le plus grand accomplissement de la volonté [...] quand elle est la plus volontaire est de prêter attention à un objet difficile et de le présenter rapidement à l'esprit [...] l'effort d'attention est ainsi le principal phénomène de la volonté. » |

Pour James, les hommes, comme les autres animaux, ont des instincts tels que la peur, la sympathie, etc. Les instincts ne nécessitent ni apprentissage ni fin. Les émotions, au contraire, sont des comportements appris et ont besoin d'être guidées par une fin. Il en est ainsi, chez James, pour la peur de l'échec ou le désir d'obtenir des diplômes. James ne croit pas que les perceptions provoquent directement des réponses émotionnelles. Pour lui, les perception provoquent des stimuli corporels qui provoquent à leur tour des réponses émotionnelles. Par exemple, la vue d'une bête sauvage, un lion ou un ours, provoque en nous tremblement ou fuite, l'émotion de peur ne vient qu'après.

### Volonté et prise de décision
Selon James, la volonté est cruciale dans le processus de décision, lequel nous permet de délibérer avant d'agir en fonction de nos croyances et de nos émotions. Pour James, il existe cinq sortes de prise de décision (decision-making) :
1. La prise de décision raisonnable, basée sur des arguments rationnels.
2. La prise de décision reposant sur des circonstances externes telle la rumeur.
3. La prise de décision qui se fonde sur des habitudes acquises.
4. La prise de décision qui résulte d'un soudain changement d'avis, comme lorsque nous nous laissons guider par un grief envers une autre personne.
5. La prise de décision, rare, où nous suivons notre propre volonté.

## Premiers écrits 1878-1880

### Remarques sur la définition de Spencer de l'esprit comme correspondance(Remarks on Spencer's Definition of Mind as Correspondance) (1878)

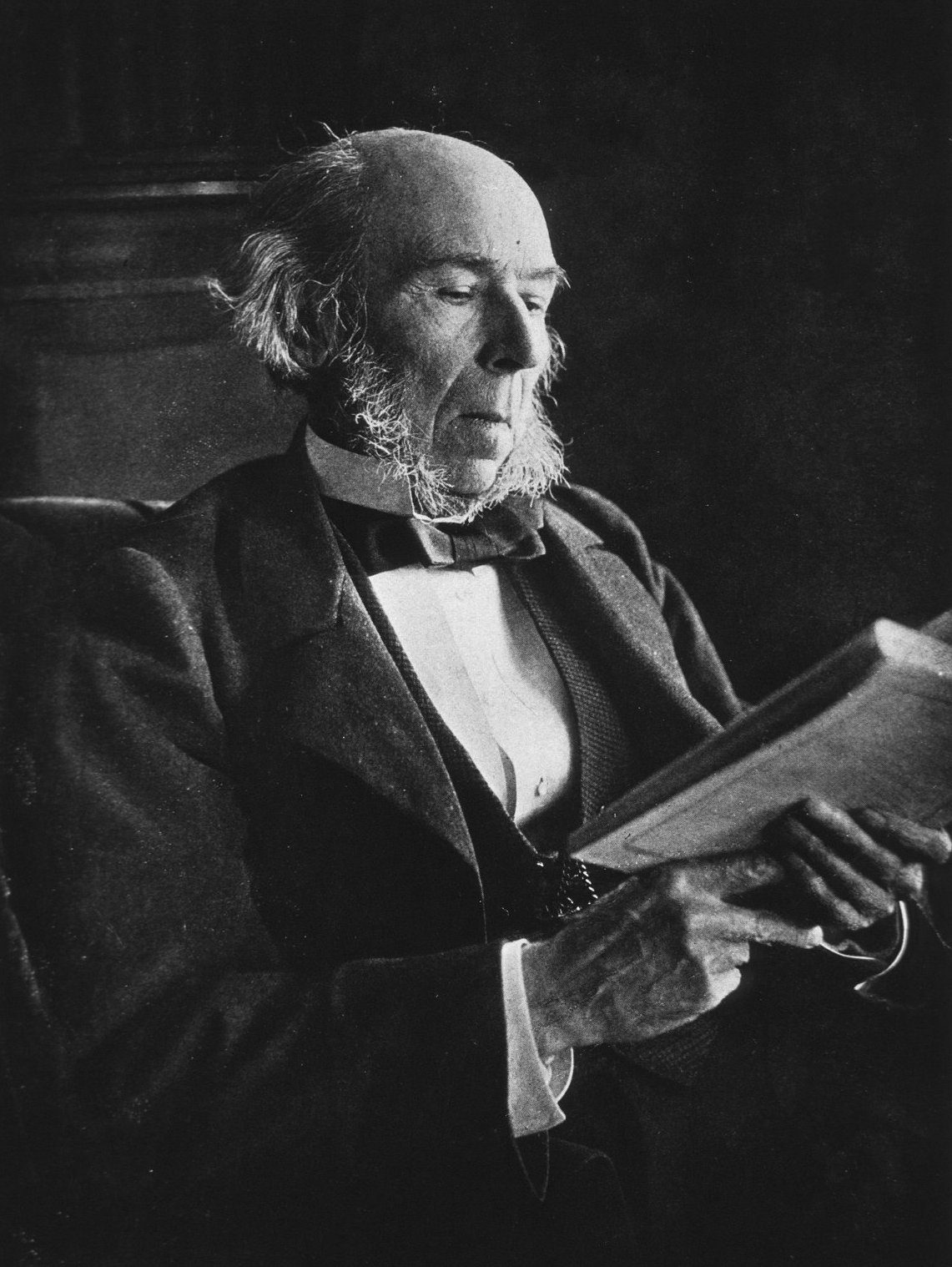
Portrait d'Herbert Spencer.

Dans cet article, James critique les vues d'Herbert Spencer selon lesquelles l'ajustement de l'organisme à son environnement est la structure de base de l'évolution mentale. Pour James, chaque individu a sa propre téléologie, de sorte que les conflits de finalité ne sont pas résolus à priori mais seulement à postériori, quand la solution qui reçoit le plus fort soutien devient considérée comme vraie. Pour Russell Goodman, dans « la discussion des thèses d'Herbert Spencer [James] aborde les thèmes principaux de sa philosophie : l'importance de la religion et des passions, la variété des réponses humaines à la vie, et l'idée que nous aidons à créer les vérités que nous acceptons ».

### Le Sentiment de Rationalité(The Sentiment of Rationality) (1879, 1882, 1897)
Cet essai a été publié dans Mind en 1879, puis dans la Princeton Review en 1882 et enfin repris dans The Will to Believe and Other Essays in Popular Philosophy (WB) de 1897. Si James ne dit jamais que la rationalité est un sentiment, il estime néanmoins qu'un sentiment particulier ou qu'un jeu de sentiments est la marque de la rationalité. Selon James, le philosophe reconnait la rationalité d'une conception« comme il reconnait chaque chose d'autre, par certaines marques qui l'affectent [...] [notamment] un fort sentiment d'aise, de paix et de repos. » La rationalité dépend également de deux tendances : une tendance à la parcimonie, qui fait vouloir arriver à une unification théorique avec le moins d'hypothèses possibles, et une tendance à préserver une distinction entre les choses afin de respecter leur intégrité. Il trouve, sur ce sujet, que Spinoza a trop voulu unifier les choses et Hume, trop voulu les séparer.
Dans la seconde partie de l'essai, James se demande ce qu'il faut faire quand deux conceptions des choses satisfont également la demande logique d'unification. Il répond que, dans ce cas, il convient de choisir la conception la plus pratique, celle qui éveille le mieux nos impulsions et satisfait le plus notre demande esthétique. Le choix des hommes pour une option philosophique ou une autre dépend aussi de leur tempérament. Les tempéraments doux choisissent la voie idéaliste qui offre un sentiment d'intimité. Au contraire, les tempéraments forts, plus matérialistes, préfèrent les solutions plus incertaines, plus dangereuses, plus sauvages. Selon James, si ces "matérialistes" ont raison d'affronter un monde incertain, ils succombent néanmoins parfois à une perte d'intimité et de spiritualité qu'il déplore.

### Grands hommes Grandes Pensées et l'Environnement(Great Men, Great Thoughts and the Environment) (1880)

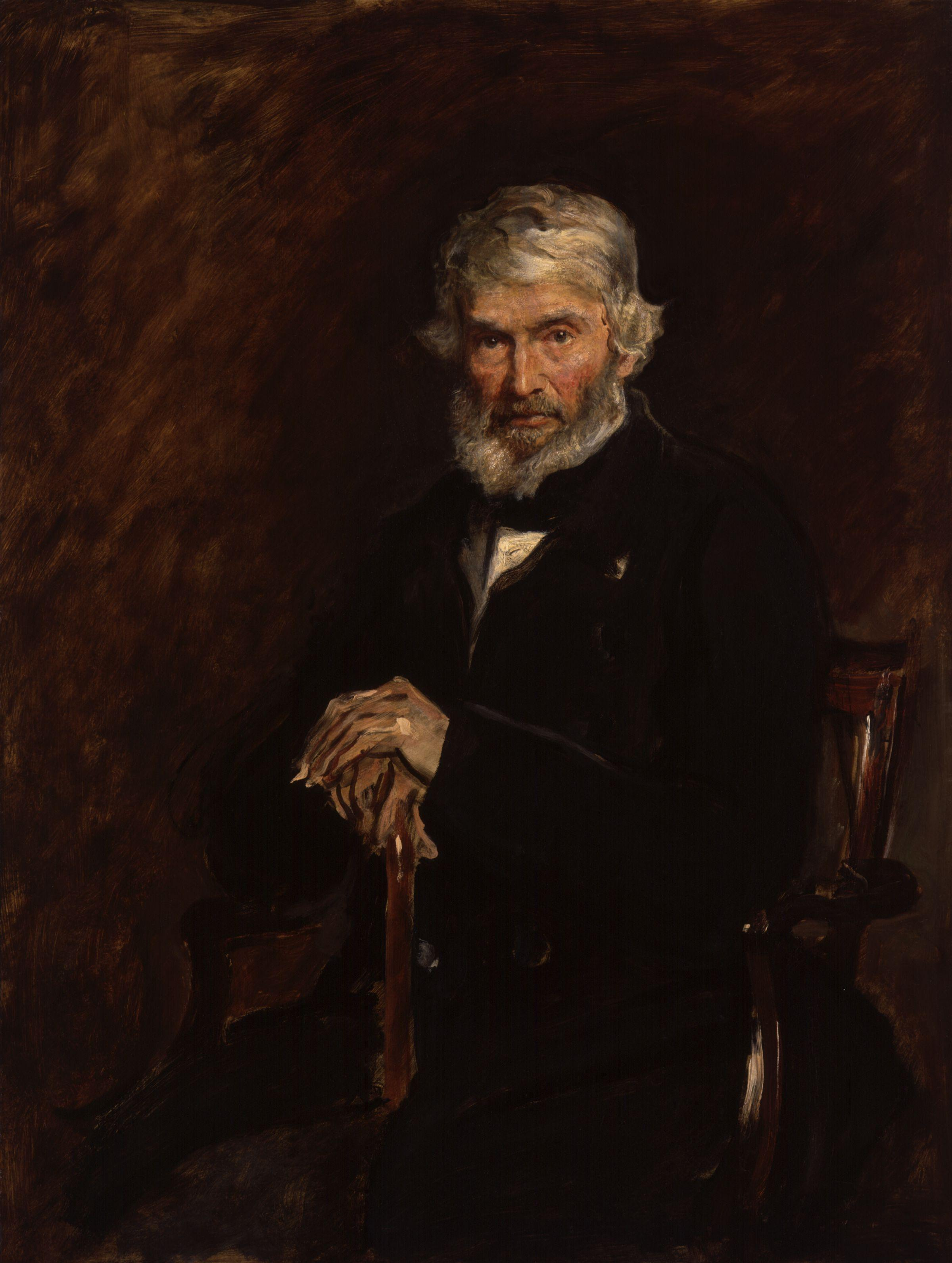
Thomas Carlyle, un des tenants de la thèse selon laquelle l'histoire est faite par les grands hommes, peint par John Everett Millais.

Au milieu du XIXe siècle, un débat a opposé ceux qui voient, tels Charles Dickens dans Le Conte de deux cités ou Thomas Carlyle dans The French Revolution, A History, l'histoire et la société comme une page où les grands hommes écrivent leurs actes à ceux qui perçoivent l'histoire comme obéissant à des principes et à des lois, où les hommes ne sont guère plus que des pions. En 1880, James entre dans cette controverse avec son article Great Men, Great Thoughts, and the Environment publié dans l'Atlantic Monthly. S'il soutient la position de Carlyle c'est, à l'inverse de ce dernier, sans insister sur l'aspect politique et militaire. James met en avant, au contraire, la notion de réceptivité du moment. Pour lui, les mutations de la société sont déterminées directement ou indirectement par les actes ou les exemples donnés par des individus dont le génie est adapté à l'air du temps. Ce sont leurs positions d'autorité à un moment critique qui en font des ferments ou des initiateurs de mouvement, des promoteurs de précédents ou de mode, des centres de corruption ou de destruction de personnes dont les dons auraient pu mener la société dans une autre direction.

## Écrits sur la nature humaine

### Les principes de psychologie(The Principles of Psychology) (1890)
James accepte d'écrire ce livre pour l'éditeur Henry Holt en 1878 et ne l'achève que douze ans plus tard. Comme l'ouvrage fait plus de mille pages, deux ans plus tard, en 1892, il publie une version abrégée, intitulée en français Précis de psychologie et en anglais Psychology: Briefer Course.
Dans ce livre, pour David Lapoujade, William James « ne se demande pas qu'est-ce qu'une conscience ? ou : comment décrire la conscience ? mais plutôt : comment se fait la conscience ? Comment décrire le processus de ce qui devient conscient dans son esprit. ». Dans son célèbre chapitre, Le courant de pensée (The Stream of Thought), James considère que la pensée et la conscience sont des flux, des courants.
James utilise en psychologie la méthode de l'introspection qu'il définit ainsi : « Regarder son propre esprit et reporter ce que nous avons découvert ». Selon David Lapoujade, le parallélisme que fait James entre un flux de conscience et un flux plus matériel du cerveau peut être vu comme s'incarnant dans deux personnages. Un premier personnage aurait un accès direct aux choses mais ne pourrait rien en dire, le deuxième personnage arriverait à formuler les intuitions du premier. C'est-à-dire qu'il s'agirait dans ce cas d'une connaissance « sur » (knowledge-about) et non d'une connaissance « de » (knowledge by acquaintance). David Lapoujade se demande « n'en revient-on pas en somme à la distinction classique entre conscience immédiate et conscience réfléchie ? »
James discute aussi, dans cet ouvrage, les expériences que font Wilhelm Wundt, Carl Stumpf et Gustav Fechner dans leurs laboratoires qui lui semblent présenter un intérêt, et définit les notions d'ego, de moi, d'habitude, d'émotion et de volonté. Pour lui, la réalité « signifie simplement dans notre vie émotionnelle et active [...] quoi que ce soit qui exige et stimule notre intérêt est réel. »
Lorsqu'il finit d'écrire ce livre, James est devenu plus un philosophe qu'un psychologue. Aussi, face au conflit entre le déterminisme scientifique et la liberté humaine, il écrit que la science « doit constamment être rappelée au fait que son but n'est pas le seul, et que l'ordre de la causalité uniforme qu'elle utilise et qu'elle a raison de postuler, peut être inscrit dans un ordre plus large, sur lequel elle n'a pas de droit du tout à faire valoir ». Le fait que le philosophique et le psychologique se mêlent dans ce livre explique, pour David Lapoujade, que de nombreux philosophes (Edmund Husserl, Alfred North Whitehead, Henri Bergson, Bertrand Russell, Ludwig Wittgenstein entre autres) ont vu ce livre comme un point de rupture d'avec la psychologie traditionnelle.
Concernant l'aspect psychologique proprement dit, James, comme Sigmund Freud, a été influencé par la théorie de la sélection naturelle de Charles Darwin de sorte que le cœur de sa théorie de la psychologie, tel que défini dans The Principles of Psychology (1890), est un système d'« instincts ». Pour James, les humains ont de nombreux instincts, plus nombreux que ceux des animaux, qui entrent en conflit les uns avec les autres. Certains finissent par dominer les autres, certains pouvant être tenus en respect par l'expérience. Dans les années 1920 cependant, la psychologie a abandonné la voie évolutionniste suivie par James pour se focaliser sur la théorie comportementaliste et, par là, a provoqué un certain désintérêt des psychologues pour son œuvre.

### Les formes multiples de l'expérience religieuse(The Varieties of Religious Experience) (1901-1902 )

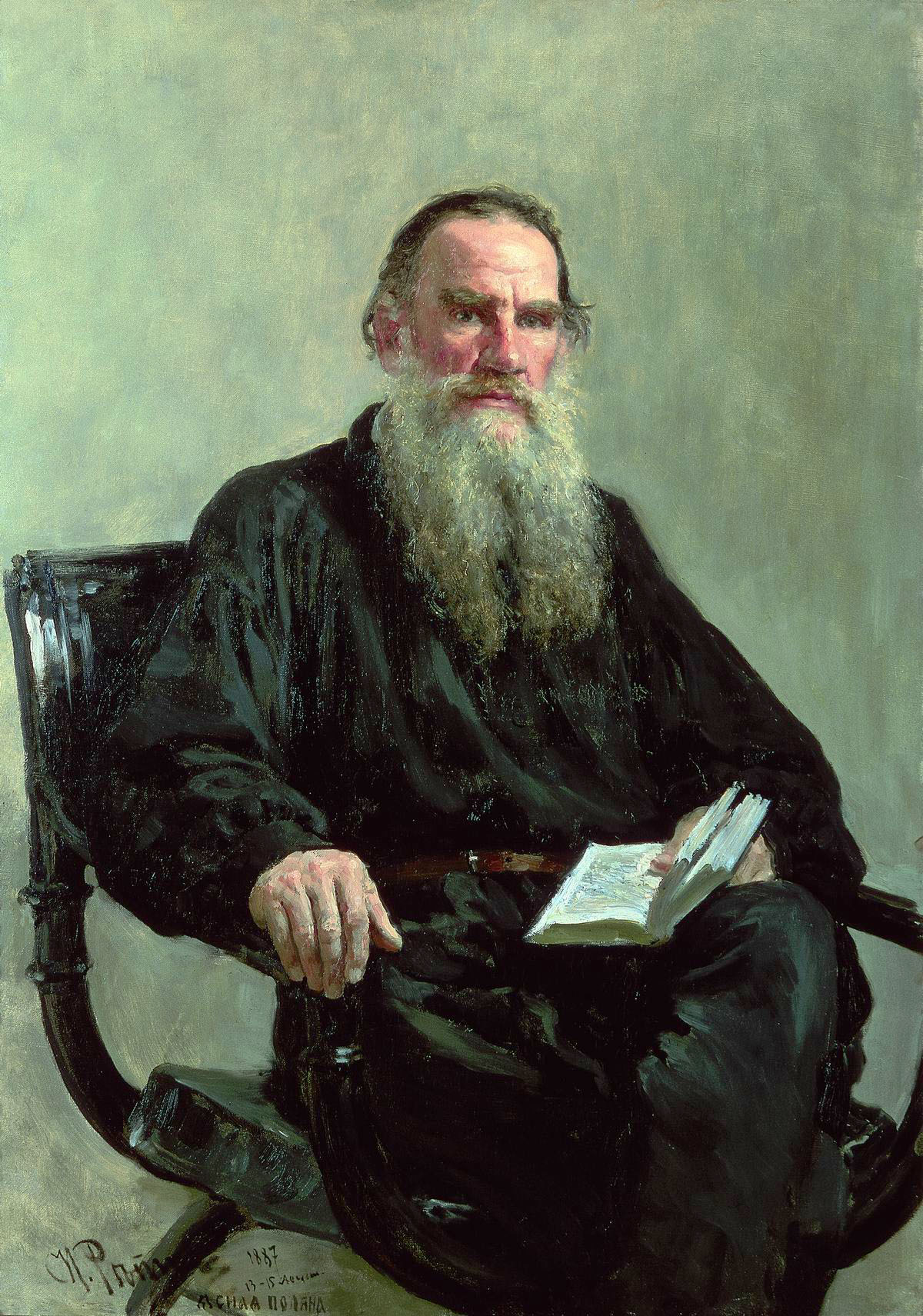
Portrait de Léon Tolstoï par Ilia Répine (1887).

Dans les premiers chapitres du livre, James distingue les personnes richement dotées d'esprit religieux, comme Walt Whitman, et les chrétiens libéraux, des « âmes malades ». Les premiers ont un profond sens de la beauté de la vie et sont dotés d'une « âme teintée de bleu ciel ». Les seconds, au contraire, croient que « du fonds de chaque fontaine de plaisir surgissent des choses amères » comme, entre autres, Léon Tolstoi, tout en précisant que ces derniers cas ne sont pas forcément désespérés. Dans les chapitres suivants, James montre qu'Augustin d'Hippone ou Léon Tolstoï sont parvenus à dépasser cet état pour parvenir à un état marqué par la paix et l'harmonie.
Pour James, l'expérience religieuse se reconnait à quatre marques : 
1) l'ineffabilité de ce qui est ressenti, 
2) sa qualité noétique, 
3) la capacité à reconnaître son caractère transitoire et 
4) la passivité du sujet face à ce qu'il lui arrive.
Pour James, même s'il ne peut pas le prouver, l'expérience religieuse est « parmi les plus importantes fonctions de l'espèce humaine », celle qui connecte à une réalité plus grande qui n'est pas accessible autrement.

## Écrits de maturité et de vieillesse sur la philosophie

### La volonté de croire(The Will to Believe and Other Essays in Popular Philosophy) (1897)
Dans cet ouvrage, dédié à Charles Sanders Peirce, James reprend les articles The sentiment of Rationality (Le sentiment de rationalité) et Great Men and Their Environnment (Les Grands Hommes et l'environnement). Il y ajoute The Will to Believe (La volonté de croire), The Dilemma of Determinism (Le problème du déterminisme), Reflex Action and Theism (Action réflexe et théisme) et The Moral Philosopher and the Moral Life (Le moraliste et la vie morale) .

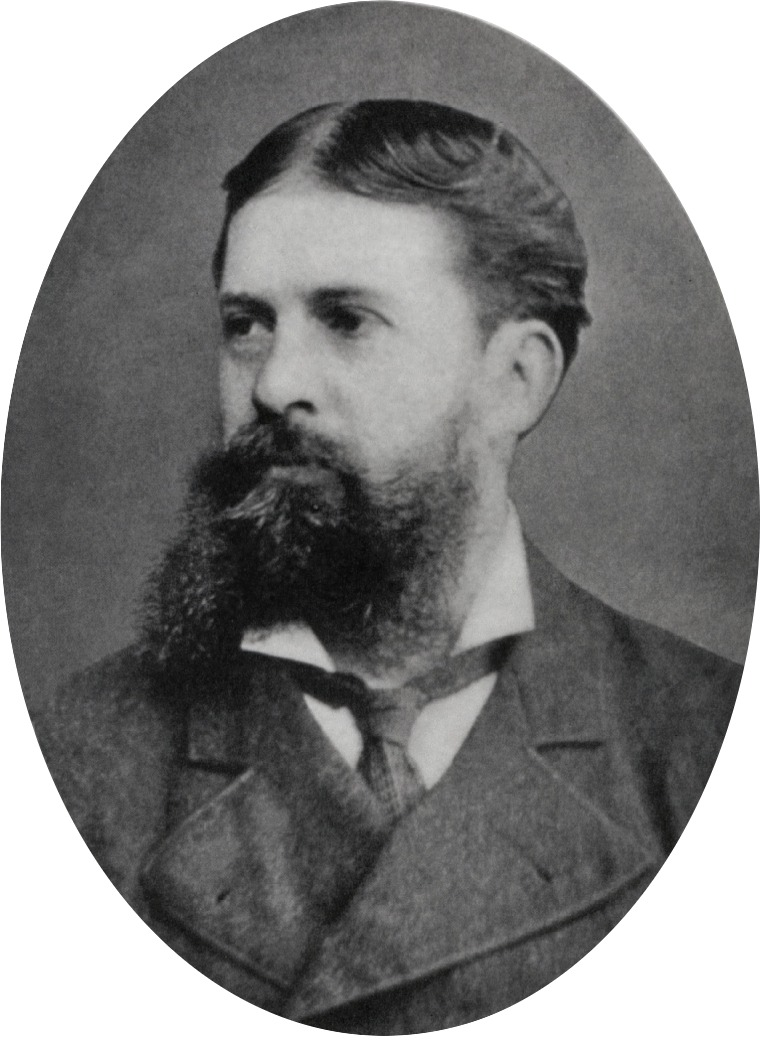
Charles Sanders Peirce, l'autre grand fondateur du pragmatisme.

Pour James, dans certains cas, nous agissons en fonction d'une croyance qui ne peut être éventuellement vérifiée qu'à posteriori. Par exemple, si nous nous trouvons en montagne devant un pont de glace, nous ne pouvons décider de passer sur ce pont qu'en fonction de notre croyance que le pont résistera à notre poids. Nous n'aurons la réponse par l'expérience que si nous tentons le passage.
En sciences, en revanche, il est possible d'éviter d'avoir à croire avant de rechercher.
En religion, au contraire, comme dans le cas du pont, on décide éventuellement de croire avant d'avoir une preuve que Dieu existe.
Et dans le domaine social, pour James :

« un organisme social quelconque n'est ce qu'il est que parce que chaque membre fait son devoir avec la croyance que les autres membres feront simultanément le leur [...] Un gouvernement, une armée, un système commercial, un bateau, un collège, une équipe sportive, tous existent à cette condition, sans elle rien ne pourrait être fait ni même tenté. »

Dans Reflex Action and Theism (Action réflexe et théisme), James soutient que, chez les animaux supérieurs, il existe entre la sensation et l'action, un stade théorique, ou de pensée, dans lequel émerge la pensée de Dieu. Pour lui, la croyance en Dieu est une réponse au défi lancé par l'univers, indépendante de toute preuve de l'existence divine. Selon lui, Dieu serait « le centre de gravité de toute tentative pour résoudre l'énigme de la vie ».
Dans The Moral Philosopher and the Moral Life (Le moraliste et la vie morale), James soutient qu'il n'existe pas une essence de la morale mais qu'il existe seulement un principe directeur, qu'il formule ainsi : « satisfaire en tout temps le plus de demande que nous pouvons) ». Selon lui, ce principe nous permet de nous intégrer dans des combinaisons plus complexes et nous rend aptes à être membre d'un tout plus inclusif. Ce principe agit par l'intermédiaire d'expériences qui nous ont permis de vivre sans « polygamie et esclavage, sans guerre privée et liberté de tuer, sans torture judiciaire et sans pouvoir royal arbitraire. »

### Sur un certain aveuglement chez les êtres humains(On a Certain Blindness in Human Beings) (1899)

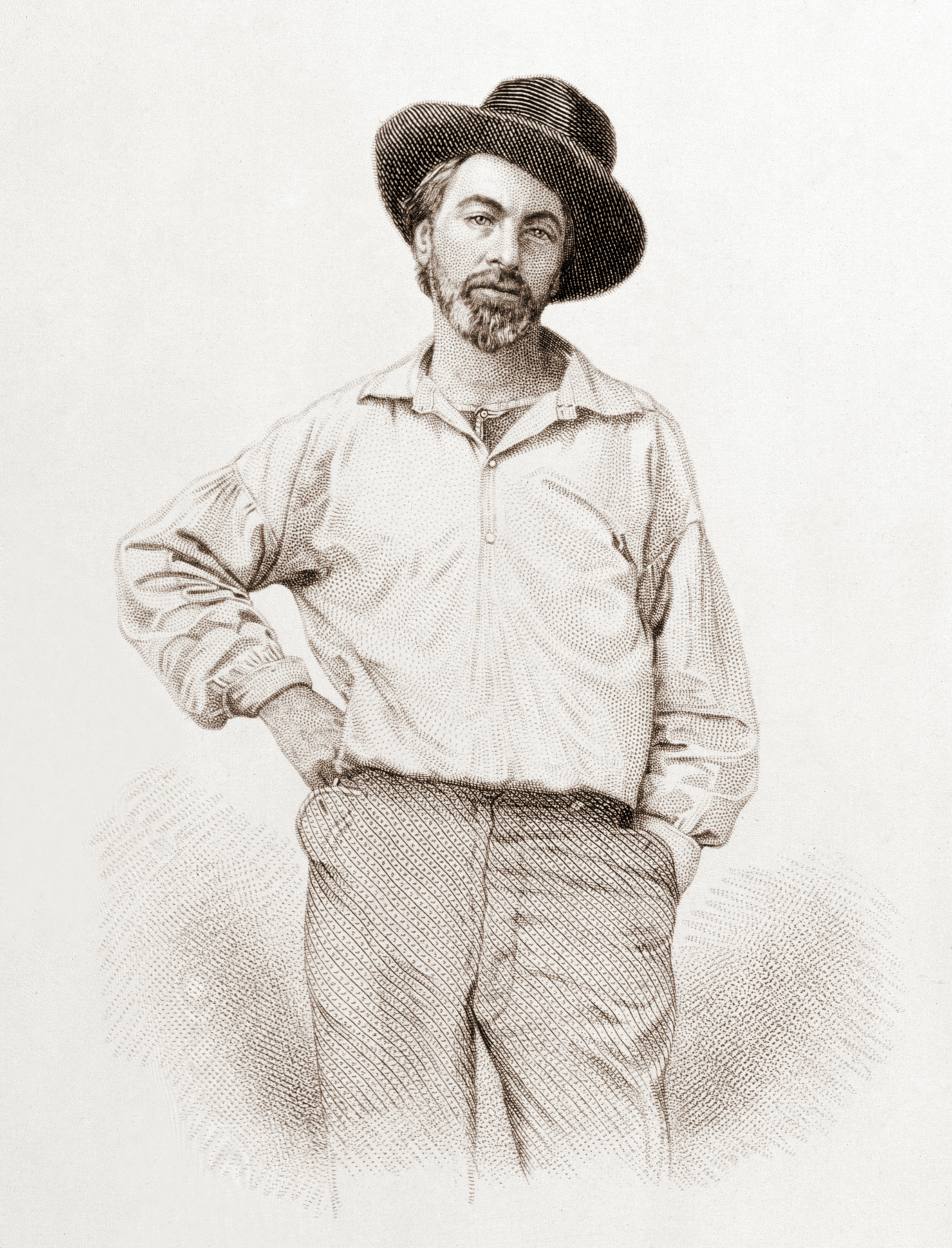
Walt Whitman, à 35 ans, daguerreotype de Gabriel Harrison.

Cet essai a été publié dans son livre Talks To Teachers on Psychology and to Students on Some of Life's Ideals (Propos aux enseignants sur la psychologie et aux étudiants sur certains ideaux de vie) de 1899. James insiste sur l'aveuglement dont peut faire preuve un individu vis-à-vis d'un autre. Il prend l'exemple d'une randonnée que l'un fait en montagne. Il voit un endroit où les arbres ont été abattus. Personnellement, il considère le fait d'avoir abattu les arbres comme quelque chose de mal. Mais, parlant aux agriculteurs du lieu qui ont défriché, il s'aperçoit que, pour eux, c'est positif, et que ce déboisement représente devoir et succès. James écrit à ce propos que la pluralité « nous commande de tolérer, respecter, et de nous montrer indulgent envers ceux que nous voyons innocemment intéressés et heureux dans la poursuite de leur propre chemin, aussi inintelligible qu'il nous paraisse ».
Cet écrit comporte également une tonalité romantique matérialisée par des références à William Wordsworth, Percy Bysshe Shelley et Ralph Waldo Emerson. Il se réfère aussi à Walt Whitman pour sa capacité à profiter des bons moments que la vie nous offre, même dans les situations les plus banales, et à Léon Tolstoi, pour l'intérêt qu'il porte à la vie intérieure des autres.

### Le Pragmatisme(Pragmatism A New Name for Some Old Ways of Thinking) (1907)
Selon Russell Goodman, le pragmatisme de James se compose de six éléments : « un tempérament philosophique, 
une théorie de la vérité, 
une théorie de la signification, 
une vision holistique de la connaissance, 
une métaphysique, et 
une méthode de résolution des disputes philosophiques. »
Concernant le premier point, James distingue les « tempéraments forts » des « tempéraments doux » et se place en médiateur entre les deux. Selon lui, le « tempérament pragmatique » est marqué par la loyauté scientifique aux faits.
Pour James, la vérité est une variété du bon. Les vérités sont bonnes car elles nous permettent d'affronter le futur sans mauvaise surprise.
Concernant la théorie de la signification, il soutient que les vérités ont pour fonction de nous guider vers des expressions et des concepts utiles pour atteindre nos fins. Chez James, la connaissance dépend de plusieurs facteurs et, de ce fait, est politique.
Sa métaphysique s'éloigne de celle du rationalisme qui, d'après lui, soutient que les réalités existent depuis toujours. La métaphysique chez lui est celle du process, c'est-à-dire que la réalité pragmatique est en perpétuelle émergence et n'est donc pas donnée une fois pour toutes mais évolue en fonction de l'environnement.

### Un univers pluraliste(A Pluralistic Universe) (1909)

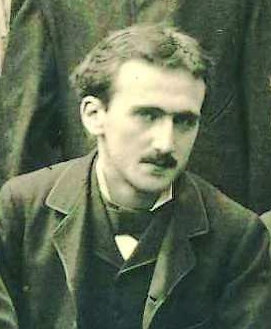
Henri Bergson en 1878 à l’École normale supérieure.

L'ouvrage dérive de conférences données à Oxford sous le titre de On the Present Situation in Philosophy (Sur la situation présente en philosophie). Comme dans Pragmatism, James insiste sur le lien entre « tempérament » et théorie philosophique. Puis il critique l'idéalisme de Josiah Royce et de Wilhelm Friedrich Hegel et se montre favorable, au contraire, aux approches de Gustav Fechner et de Henri Bergson. Selon lui, les expériences religieuses « montrent avec des probabilités raisonnables la continuité de notre conscience avec un environnement spirituel plus large fermée aux hommes prudents (les seuls que la dénommée psychologie scientifique prend en compte). » Dans ce livre, James critique également les philosophes qui utilisent un jargon technique en lieu et place d'un langage clair et direct.

### Essai d'empirisme radical(Essays in Radical Empiricism) (1912)
Il s'agit d'un livre posthume qui reprend des thèmes du texte Pure experience publié en 1904-1905. Pour Paul Henle, deux points principaux caractérisent L'essai d'empirisme radical. D'une part, il tient compte des critiques idéalistes de l'empirisme de Locke, Berkeley et Hume, selon lesquelles les relations entre les sensations sont imposées. Pour James, les relations entre sensations peuvent être soumises à expérimentation, tout comme les sensations elles-mêmes. Un élément d'expérience peut avoir une double signification : intellectuelle, comme élément de conscience, et physique, comme description d'une réalité matérielle. Quand quelqu'un regarde sa pipe, il  a à la fois conscience  de la présence de la pipe et voit matériellement la pipe physique.
Selon Goodman, chez James, l'empirisme radical est constitué d'un postulat tiré de l'expérience, d'un état de fait et d'une conclusion. Il se différencie de l'expérience pure qu'il définit comme « le flux immédiat de vie qui fournit le matériel pour notre réflexion. »

## Influence
L'influence de James sur la pensée américaine est sensible notamment sur le pragmatisme et la philosophie analytique.
Selon Paul Henle, la pensée de James « est profondément américaine dans sa formulation et sa phraséologie ». James a profondément contribué à l'affirmation de la pensée américaine, qui, durant la période où il a été actif, a cessé de se contenter de suivre la pensée européenne. Le livre de Bertrand Russell, The Analysis of Mind (L'analyse de l'esprit), doit beaucoup à la théorie de James concernant l'expérience pure. De même la pensée de Ludwig Wittgenstein a beaucoup pris du livre de psychologie de James, notamment lorsqu'il traite de la rareté des actes libres.
La pensée de James n'a pas seulement influencé le pragmatisme, qu'il a fondé avec Charles Sanders Peirce, mais également la phénoménologie et la philosophie analytique. Plus récemment, les néo-pragmatismes de Nelson Goodman, de Richard Rorty et d'Hilary Putnam reprennent de nombreuses idées de James.

### Œuvre
- (en) « Remarks on Spencer's Definition of Mind as Corespondance », The Journal of Speculative Philosophy,‎ 1878.
- (en) « Great Men, Great Thoughts and the Environment », The Atlantic Monthly,‎ 1880.
- Principes de psychologie [« The Principles of Psychology »] (trad. de l'anglais), 1950 (1re éd. 1890), 689 p., 2 vol. (ISBN 978-0-486-20381-2 et 0-486-20381-6, présentation en ligne).
- Précis de psychologie [« Psychology. Briefer Course »] (trad. de l'anglais) (1re éd. 1892)
- La Volonté de croire [« The Will to Believe, and Other Essays in Popular Philosophy »] (trad. de l'anglais) (1re éd. 1897).
- Aux Étudiants, Aux Enseignants [« Talks to Teachers on Psychology: and to Students on Some of Life's Ideals »] (trad. de l'anglais) (1re éd. 1899).
- Les formes multiples de l'expérience religieuse [« The Varieties of Religious Experience: A Study in Human Nature »] (trad. de l'anglais) (1re éd. 1902).
- Le Pragmatisme [« Pragmatism: A New Name for Some Old Ways of Thinking »] (trad. de l'anglais) (1re éd. 1907).
- Un univers pluraliste [« A Pluralistic Universe »] (trad. de l'anglais) (1re éd. 1909).
- La Signification de la Vérité : Une Suite au Pragmatisme [« The Meaning of Truth: A Sequel to « Pragmatism »] (trad. de l'anglais) (1re éd. 1909).
- Introduction à la Philosophie [« Some Problems of Philosophy: A Beginning of an Introduction to Philosophy »] (trad. de l'anglais) (1re éd. 1911).
- (en) Memories and Studies, 1911.
- Essais d'empirisme radical [« Essays in Radical Empiricism »] (trad. de l'anglais) (1re éd. 1912).

### Traductions
- Philosophie de l'expérience, Paris, Flammarion, coll. « Bibliothèque de philosophie scientifique », 1910.
- Le pragmatisme, Paris, Flammarion, coll. « Bibliothèque de philosophie scientifique », 1911.
- La volonté de croire, Paris, Flammarion, coll. « Bibliothèque de philosophie scientifique », 1916.
- La Signification de la Vérité : Une Suite au Pragmatisme, Éditions Antipodes, 1998.
- Expériences d'un psychiste (trad. E. Durandeaud, préf. René Sudre), Paris, Payot, coll. « Petite bibliothèque Payot / Aux confins de la science », 2000 (1re éd. 1969) — fac-sim. de l'éd. de Paris, Payot, 1924, parue sous le titre : Études et réflexions d'un psychiste.
- Aux Étudiants, Aux Enseignants, Payot, 2000.
- Les formes multiples de l'expérience religieuse (trad. partielle), Exergue, 2001.
- Précis de psychologie, Paris, Les empêcheurs de penser en rond, 2002.
- La Volonté de croire, Paris, Les empêcheurs de penser en rond, 2005.
- Introduction à la Philosophie, Paris, Les empêcheurs de penser en rond, 2006.
- La Théorie de l’Émotion (trad. de l'anglais, préf. Georges Dumas) (trad. du chap. 24 des Principes), Paris/Budapest/Kinshasa etc., L'Harmattan, 2006 (1re éd. 1903 chez Félix Alcan, coll. Bibliothèque de philosophie contemporaine), 186 p. (ISBN 2-296-00893-3, lire en ligne).
- Le Pragmatisme, Flammarion, coll. « Champs », 2007.
- Philosophie de l'expérience : Un univers pluraliste, Paris, Les empêcheurs de penser en rond, 2007.
- Essais d'empirisme radical, Marseille, Agone, 2005 — rééd. poche, Flammarion, coll. Champs, oct. 2007.
- La Psychologie de la Croyance et autres essais pragmatistes, Éditions Cécile Defaut, 2010.

### Sources de l'article
- (en) Russell Goodman, « William James », dans Stanford Encyclopedia of Philosophy, 2013 consulté le 15 juin 2016
- (en) Wayne P. Pomerleau, « William James (1842-1910) », dans Internet Encyclopedia of Philosophy, 2016 consulté le=15 juin 2016
- David Lapoujade, « Présentation », dans William James : Précis de psychologie, Paris, Les empêcheurs de penser en rond/ Le Seuil, 2003
- (en) Paul Henle, « William James », dans Classic American Philosophers, Fordham University Press, 2004
- (en) Max H. Fisch, « introduction », dans Classic American Philosophers, Fordham University Press, 2004
- Ruth Anna Putnam (éditeur), The Cambridge companion to William James, Cambridge, Cambridge University Press, 1997.
- (en) Owen Flanagan, « Conciousness as a pragmatist view it », The Cambridge companion to Rousseau,‎ 1997.

### En Français
- Henri Bergson, « Sur le pragmatisme de William James. Vérité et réalité », dans La Pensée et le Mouvant, Paris, PUF, coll. « Quadrige » (réimpr. 1998) (1re éd. 1938) (ISBN 2130537812), p. 239-251.
- Henri Delacroix, « Les Variétés de l’expérience religieuse par William James », Revue de métaphysique et de morale, vol. 11, no 5,‎ septembre 1903, p. 642-669.
- Théodore Flournoy, La Philosophie de William James, St-Blaise, 1911.
- David Lapoujade, William James : Empirisme et pragmatisme, Paris, PUF, 1997 — réed. Les Empêcheurs de penser en rond, 2007.
- David Lapoujade, Fictions du pragmatisme. William et Henry James, Paris, Éditions de Minuit, 2008.
- Didier Debaise (dir.), Vie et expérimentation. Peirce, James, Dewey, Paris, Vrin, 2008.
- Thibaud Trochu, « Pierre Janet et William James : influences croisées », Janetian Studies, Paris, no spé. 02,‎ 2007.
- Jean Wahl, Les philosophies pluralistes d'Angleterre et d'Amérique, Paris, Les Empêcheurs de penser en rond/Le Seuil, 2005 (1re éd. 1920), 403 p. — rééd. de la thèse de doctorat de l'auteur comportant un chapitre sur William James.
- Jean Wahl, Vers le concret (rééd. avec un avant-propos de Mathias Girel), Vrin, 2004 (1re éd. 1932).
- Stéphane Madelrieux, William James : L'attitude empiriste, PUF, 2008.
- Stéphane Madelrieux (dir.), Bergson et James. Cent ans après, Paris, PUF, 2011.
- Ramon Rubio, William James – Philosophie, Psychologie, Religion, L'Harmattan, 2008.
- Michel Meulders, William James. Penseur libre, Éditions Hermann, 2010.
- Romain Mollard, William James, Vie et pensée, Kimé, Paris, 2020.
- Michel Weber, « Whitehead et James : conditions de possibilité et sources historiques d'un dialogue systématique », Noesis, A. Benmakhlouf et S. Poinat (éd.), no 13 « Quine, Whitehead, et leurs contemporains »,‎ 2009, p. 251-268 (lire en ligne).
- Michel Weber, « Critique jamesienne de l’onto-psychologie de la substance », Revue internationale de philosophie, Pierre Steiner (éd.), vol. 66, no 260,‎ 2012, p. 207-227 (lire en ligne).

### En Anglais
- (en) Michel Weber, Whitehead’s Pancreativism. Jamesian Applications, Frankfurt / Paris, Ontos Verlag, 2011 (lire en ligne).
- Donald A. Crosby, The Philosophy of William James. Radical Empiricism and Radical Materialism, Rowman & Littlefield Publishers, 2013, 166 pages.